# 坂井克行
坂井 克行（さかい かつゆき、1988年9月7日 - ）は、日本の元ラグビー選手。現在三重パールズのアシスタントコーチを務めている。

## プロフィール
- 三重県四日市市出身[1]。
- ポジションはセンター(CTB)。
- 身長 172cm、体重 85kg
- ニックネームはかっちゃん。
- 7人制日本代表に選ばれている。
- U20日本代表や日本Ａ代表に選ばれたことがある。

## 略歴
高校からラグビーを始めた。
2007年、四日市農芸高校卒業後、早稲田大学に入る。なお四日市農芸高校時代に2006年度高校日本代表に選ばれた。
2011年、早稲田大学卒業後、豊田自動織機シャトルズ(現・豊田自動織機シャトルズ愛知)に加入。なお早稲田大学時代の同級生に有田隆平、榎本光祐、中田英里、中濱寛造、宮澤正利、村田大志、山中亮平らがいる。また同年10月15日に行われたトップウェストA第2節の中部電力戦に先発出場で公式戦初出場を果たす。 
2013年、ラグビーワールドカップセブンズ2013の7人制日本代表に選ばれた。
2014年のアジア大会では7人制日本代表として金メダル獲得に貢献。
2016年、リオデジャネイロオリンピックの7人制日本代表に選ばれた。
2018年、ラグビーワールドカップセブンズ2018の7人制日本代表に選ばれた。
2022年、現役を引退して、同年6月、三重パールズのアシスタントコーチに就任。